# Mark (Gemeinde)
Koordinaten: 57° 30′ N, 12° 42′ O

Mark ist eine Gemeinde (schwedisch kommun) in der schwedischen Provinz Västra Götalands län und der historischen Provinz Västergötland. Hauptort der Gemeinde ist Kinna.
Durch die Gemeinde führt die Reichsstraße 41 und die Bahnstrecke Borås–Varberg (Viskadalsbanan). Gebildet wurde die Gemeinde im Zuge der Kommunalreform von 1971 durch die Zusammenlegung von zwei Minderstädten und sechs Landgemeinden. Der Name leitet sich von einer ehemaligen Harde ab.

## Geographie
Die Gemeinde liegt im Süden der Provinz Västra Götalands län und grenzt im Westen und Süden an die Provinz Hallands län. Die direkten Nachbargemeinden sind:
In Mark liegen Kung Väres Grav und die Röse Stora Rör in Örby.
| Härryda                   | Härryda, Bollebygd                          | Borås      |
| Kungsbacka (Hallands län) | Kompassrose, die auf Nachbargemeinden zeigt | Svenljunga |
| Varberg (Hallands län)    | Varberg (Hallands län)                      | Svenljunga |

## Orte
Folgende Orte sind Ortschaften (tätorter):
| - Berghem - Björketorp - Fritsla - Horred - Hyssna | - Kinna - Öxabäck - Rydal - Sätila - Torestorp |

## Wirtschaft
Mark war schon im Mittelalter ein Gebiet mit starker Textilerzeugung. Im 19. Jahrhundert wurde die traditionelle Heim- und Verlagsindustrie durch Fabriksindustrie verdrängt. Auch heute noch sind etwa 50 % der Industriebeschäftigten in der Textilbranche tätig.

## Partnerstädte
Partnerstädte von Mark sind
- Apolda in Thüringen/Deutschland (seit 1994)
- Szamotuły in Polen (seit 1988)
- Ontinyent in Spanien (seit 2003)